# N. N. Stöckenius
N. N. Stöckenius († nach 1872) war ein sachsen-coburgischer Abgeordneter.
Stöckenius war Kaufmann in Neustadt. Für vier Jahre, von 1869 bis 1872 vertrat er den achten Wahlbezirk (Neustadt) im Coburger Landtag. In den elf ein-Personen-Wahlkreisen des Herzogtums Sachsen-Coburg und Gotha wurden die Abgeordneten in indirekter und öffentlicher Wahl von Wahlmännern bestimmt. In der ersten Sitzung des Landtags wurde Stöckenius am 12. Januar 1869 in den ersten Wahlprüfungsausschuss gewählt.
Die Familie Stoeckenius gehörte in Coburg zum Bildungsbürgertum und stellte herzogliche Beamte.